# Обаратор
Обаратор (лат. Obarator) — у давньоримській релігії божество, яке персоніфікувало конкретну стадію польових робіт — друге орання землі. Його культ був частиною архаїчного аграрного релігійного комплексу Риму, тісно пов'язаного з поклонінням богам родючості й сільського господарства.

## Роль і функція
Обаратор належить до групи дванадцяти божеств сільськогосподарського циклу, які викликалися під час жертвоприношення богиням Теллус (землі) та Церері (врожаю). Це жертвоприношення проводив Фламен Церерський — один із трьох головних жерців (flamines maiores) — перед початком посівних робіт для забезпечення доброго врожаю. Ці божества уособлювали кожну окрему операцію в процесі обробітку землі, і всі вони мали вузько визначену функціональну сферу. Імена цих богів були, по суті, функціональними назвами (лат. nomina agentis) — тобто дієслівними формами, що означали конкретну дію.

## Теологічний контекст
Культ таких божеств, як Обаратор, відображає глибоку практичну спрямованість давньоримської релігії. У ранньому римському світогляді божественне існувало не як всесильне єдине начало, а як сукупність численних функціональних сил, кожна з яких мала обмежену, але життєво важливу сферу впливу. Образ Обаратора, як і інших подібних божеств, не мав персоніфікованої міфології, родоводу чи іконографії. Він був чистою функцією, втіленням конкретної дії, що робить його характерним прикладом ранньоітальської сакральної думки.

## Культурне значення
Культ Обаратора, хоч і не мав розвиненого міфу чи персоніфікованого образу, є свідченням того, наскільки ритуалізація сільськогосподарської праці була невід'ємною частиною римського державного життя. Він також ілюструє прагнення римлян забезпечити кожен етап виробничого процесу божественним наглядом, з метою гармонії між природою, працею та богами.